# Artabaze Ier (satrape)
Pour les articles homonymes, voir Artabaze.
Artabaze (en grec ancien Ἀρτάϐαζος / Artabazos) est un général  et satrape perse du Ve siècle av. J.-C. Il est le fils de Pharnace, qui avait la charge de l'administration et des finances de l'Empire perse achéménide, et le petit cousin de Darius Ier. Il est également satrape de la Phrygie hellespontique à partir de 478 av. J.-C.

## Biographie

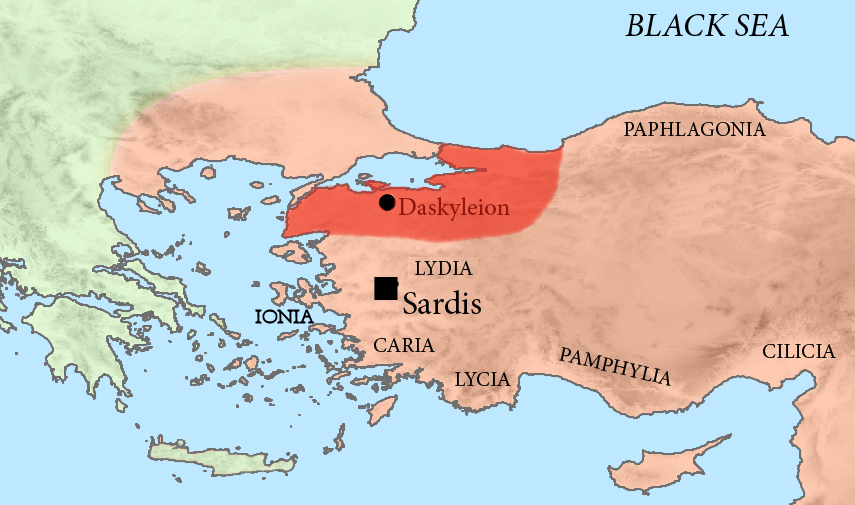
La satrapie de Phrygie Hellespontique.

Il appartient à l’état-major de Xerxès Ier lors de la seconde guerre médique. Il reste en Grèce après le désastre de Salamine (septembre 480 av. J.-C.). En décembre 480 av. J.-C., Artabaze marche contre Potidée et Olynthe révoltées contre les Perses. Il prend Olynthe et massacre les habitants mais échoue devant Potidée après trois mois de siège, notamment en raison d’un tsunami qui emporte son armée. Il seconde Mardonios à la bataille de Platées. Pour une raison que l’on ignore, il quitte le champ de bataille avec 40 000 hommes et entreprend une habile retraite vers l’Hellespont.